# Suchdol (kraj ołomuniecki)
Suchdol – gmina w Czechach, w powiecie Prościejów, w kraju ołomunieckim. Według danych z dnia 1 stycznia 2012 liczyła 619 mieszkańców.
Dzieli się na trzy części:
- Suchdol
- Jednov
- Labutice

Zobacz też:
- Suchdol